# Abendmahlsgottesdienst

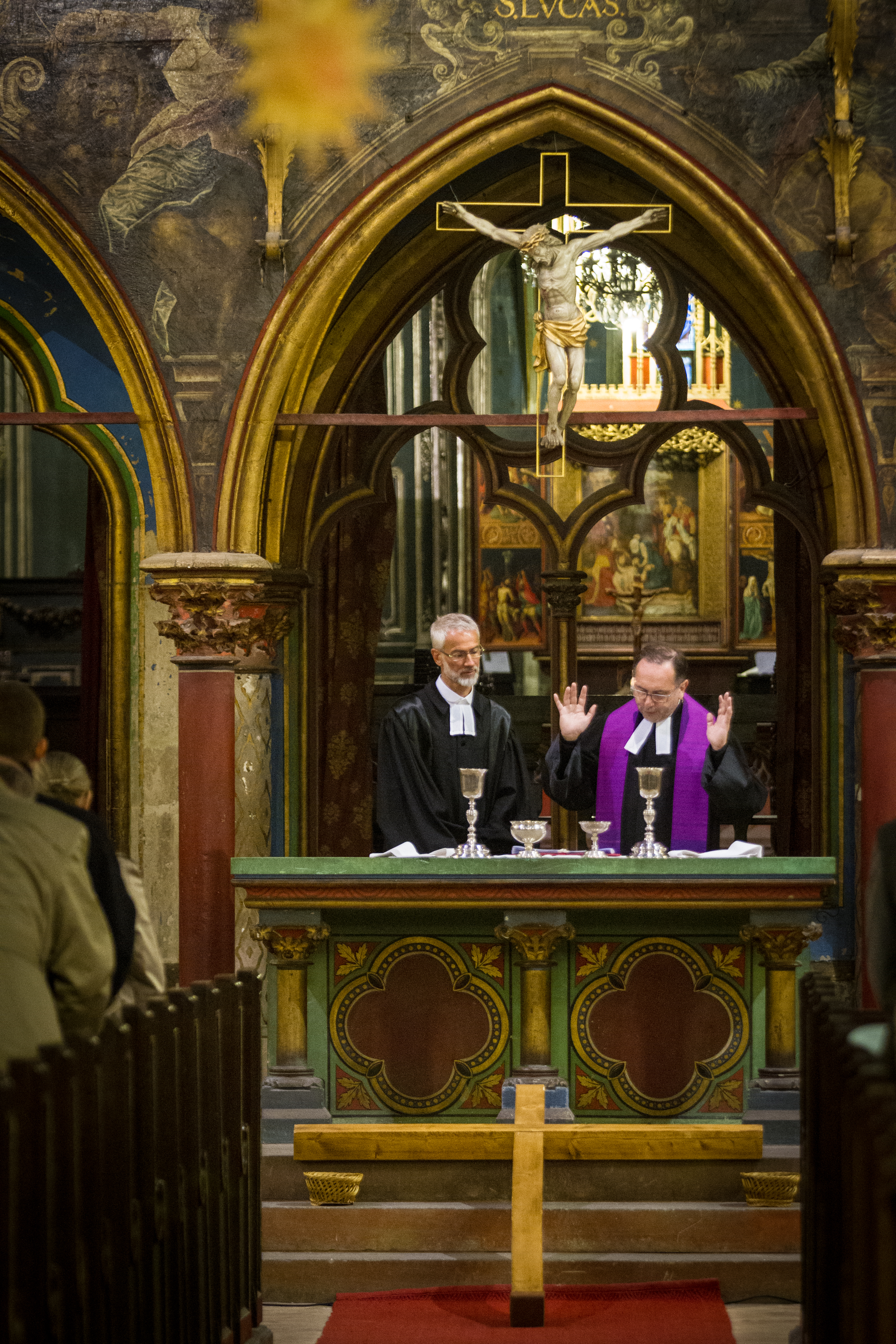
Abendmahlsfeier in Kirche Saint-Pierre-le-Jeune, Strasbourg

Ein Abendmahlsgottesdienst, auch Gottesdienst mit Abendmahl oder – vor allem in Bayern und Sachsen – Sakramentsgottesdienst, ist eine der Grundformen des sonntäglichen Gottesdienstes in den evangelischen Kirchen, neben dem Predigtgottesdienst. Zu seinen zentralen Handlungen gehört das gemeinsame Abendmahl (die Eucharistie) der Gemeinde.
In Abgrenzung zum Predigtgottesdienst wird er auch als Messtyp bezeichnet.

## Theologische Grundlage
Der Überlieferung nach befolgten die Jünger schon kurz nach dem Tod und der Auferstehung Jesu die Anweisung Jesu, der nach biblischem Zeugnis bei seinem letzten Mahl seinen Jüngern gesagt hat: „Das tut zu meinem Gedächtnis.“ (1 Kor 11,24–25 ) Zunächst wurden nach einem Sättigungsmahl, dem Vorbild Jesu entsprechend, die Segensworte über Brot und Wein gesprochen. Bald wurden diese vom Mahl getrennt – welches sich als Agape verselbständigte – und mit dem sonntäglichen Gebetsgottesdienst am Morgen vereinigt.

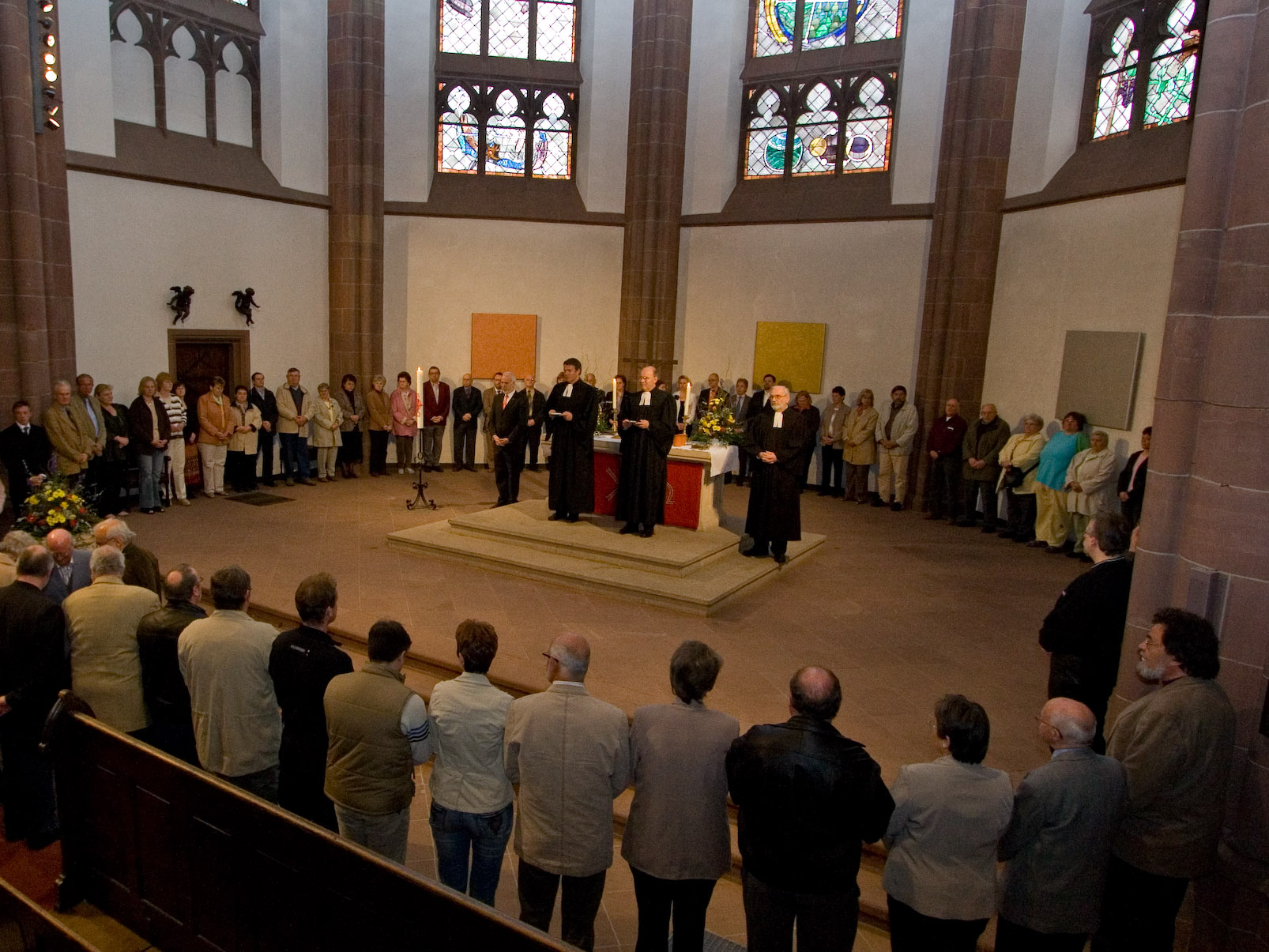
Abendmahlsfeier in Frankfurt (Main)

Das Abendmahl ist für die Mehrheit der protestantischen Kirchen neben der Taufe ein Sakrament, „Zeichen und Zeugnis“ des göttlichen Willens, wodurch der Glaube einerseits geweckt, andererseits auch gestärkt wird. Nur der Glaube kann das Heil im Sakrament ergreifen.

## Abendmahl in den lutherischen Kirchen
Im lutherischen Verständnis bedeutet das Abendmahl eine leibliche Realpräsenz von Christi Leib und Blut. Die Gültigkeit des Altarsakramentes hängt weder vom Glauben des Pfarrers noch vom Glauben der Kommunikanten ab. Allein die Worte Christi (Konsekration) über Brot und Wein, durch den ordinierten Pfarrer gesprochen oder gesungen, bewirken die sakramentale Einheit von Brot und Leib Christi, von Wein und Blut Christi. Wer glaubt, wirklich Christi Leib und Blut zu empfangen, empfängt Vergebung der Sünden, Leben und Seligkeit (Martin Luther im Kleinen Katechismus). Der Ungläubige, hier verstanden als derjenige, der nicht glaubt Christi Leib und Blut zu empfangen, nimmt sich das heilige Abendmahl zum Gericht (1 Kor 11,27–29 ). In der Kommunion der Gaben entsteht Gemeinschaft durch Christi Leib und Blut einerseits mit Jesus Christus selbst und andererseits unter den Gläubigen.

## Abendmahl in den reformierten Kirchen
Nach reformiertem Verständnis sind die Elemente Symbole, Abbilder und Zeichen für eine geistliche Realpräsenz Christi im Wort und Glauben ohne Wandlung der Elemente. Zum Abendmahl gehört nach reformierten Ritus, dass das Abendmahl „unter beiderlei Gestalt“ (Brot und Wein) von allen anwesenden Gläubigen empfangen wird/werden kann. Die Reformierten wie auch viele evangelische Freikirchen bezeichnen den Abendmahlstisch nicht als Altar und lehnen es ab, Abendmahl am Altar zu feiern, da sie sich vom römisch-katholischen Verständnis des Abendmahls als einem unblutigen Opfer abgrenzen.
Bereits im Marburger Religionsgespräch von 1529 wurde versucht, eine Einigung zwischen lutherischen und reformierten Christen hinsichtlich des Abendmahlsverständnisses zu erreichen. Zwar scheiterte dies, jedoch wurde unter Punkt 15 der Marburger Artikel zumindest der Konsens festgehalten, die Teilnahme am Abendmahl sei eine grundlegende Notwendigkeit und solle stets in beiderlei Gestalt, also mit Brot und Wein, erfolgen. Spätestens seit Beschluss der Leuenberger Konkordie 1973 besteht insoweit Kirchengemeinschaft zwischen den meisten lutherischen, reformierten, unierten und methodistischen Kirchen und verlor der Dissens hinsichtlich des Abendmahlsverständnisses an Bedeutung.

## Abendmahl in den evangelischen Freikirchen
In der Mehrzahl der evangelischen Freikirchen (wie z. B. Baptisten, Mennoniten, Freie evangelische Gemeinden und Pfingstgemeinden) wird das Abendmahl als Gedächtnismahl in Erinnerung an Leben und Tod Jesu gefeiert. Das lutherische (und katholische) Verständnis einer Realpräsenz wird ebenso abgelehnt wie die römisch-katholische Transsubstantiationslehre. In vielen Freikirchen wird stattdessen der Gemeinschaftscharakter des Abendmahls betont. Oft werden Brot und Wein untereinander zwischen den Teilnehmenden weitergegeben, eine zentrale vermittelnde Instanz in Person des Pfarrers gibt es nicht. Brot und Wein können insofern von allen Gläubigen ausgeteilt werden. Statt eines Altars gibt es einen Abendmahlstisch. Zum Teil wird das Abendmahl in Freikirchen auch als Brotbrechen bezeichnet. Aus mennonitischer Sicht wird das Abendmahl zudem nicht als Sakrament, sondern als Bundeszeichen verstanden. In einigen Freikirchen (wie den Siebenten-Tags-Adventisten oder den Mennoniten) kann oder soll vor dem Abendmahl eine Fußwaschung stattfinden.

## Abendmahl in den Kirchen der Anglican Communion
In der Church of England – und damit auch in den in Deutschland, Luxemburg, Österreich und der Schweiz gelegenen Gemeinden in der Diocese of Europe – wird das Abendmahl  entweder in der traditionellen Form auf der Grundlage des Book of Common Prayer von 1662 oder in der sprachlich modernisierten Fassung des Agendenwerks Common Worship aus dem Jahre 2000 gefeiert. Für die erste Form wird in der Regel die Bezeichnung „Holy Communion“ verwendet (oft mit der ergänzenden Abkürzung „BCP“ in Klammern), für die zweite Form die Bezeichnung „Eucharist“. In vielen Gemeinden sind beide Formen parallel im Gebrauch. In der Christ Church Vienna wird zum Beispiel der erste Gottesdienst am Sonntagmorgen nach dem Book of Common Prayer von 1662, der zweite jedoch nach Common Worship gefeiert. Bei der einfachsten Ausgestaltung beider Formen werden alle Texte gesprochen, im Wechsel zwischen Zelebrantin bzw. Zelebrant und Gemeinde, zum Teil unter Mitwirkung von Lektorinnen und Lektoren. In beiden Formen können einzelne Teile, insbesondere die aus dem Ordinarium Missae des römischen Ritus abgeleiteten, auch gesungen werden. Wenn ein Chor beteiligt wird, lautet die Bezeichnung für die Form nach „Common Worship“ oft „Sung Eucharist“ oder  „Choral Eucharist“. Der Gegenbegriff „Choral Communion“ ist nur noch selten gebräuchlich (etwa in der Temple Church in der Londoner City), da sich in der Church of England heute die Praxis durchgesetzt hat, dass die von einem Chor gestalteten Gottesdienste in der Regel nach Common Worship gefeiert werden und „Holy Communion“ als kurze, kontemplative Gottesdienstalternative früh am Morgen oder zur Mittagszeit ergänzend angeboten wird. In Gemeinden anglo-katholischer Prägung, die sich allerdings hauptsächlich in England oder in der Episcopal Church in den USA finden, wird für den Abendmahlsgottesdienst in aller Regel der Begriff „Mass“ verwendet, ganz besonders, wenn statt des Book of Common Prayer das so genannte „English Missal“ verwendet wird. Werktagsmessen oder Messen zu Tagesrandzeiten am Sonntag werden in der Regel als „Low Mass“ bezeichnet, festliche Messen mit Chorgesang hingegen als „Solemn High Mass“. Hier zeigen sich Parallelen zur lutherischen Svenska Kyrkan, wo der feierliche Sonntagsgottesdienst als „Högmässa“ bezeichnet wird (vgl. auch die deutsche Bezeichnung „Hochamt“ für die Sonntagsmesse mit Gesang im römischen Ritus).
In den meisten anglikanischen Gemeinden war bis ins 20. Jahrhundert der Sonntagmorgen durch die Sequenz Morning Prayer – Litany – „Ante-Communion“ gesprägt. Letzteres bezeichnet die im Book of Common Prayer aufgeführte Ordnung für „Holy Communion“ bis einschließlich dem Gebet „for the whole state of Christ's Church militant here in earth“. Ein kompletter Abendmahlsgottesdienst wurde nur einmal im Monat oder einmal im Quartal gefeiert. Unter dem Einfluss zuerst des Oxford Movement und später des Parish Communion Movement verkehrten sich doch ab den 1930er Jahren die Verhältnisse ins Gegenteil: In fast allen Gemeinden gibt es heute am Sonntagmorgen mindestens einen Abendmahlsgottesdienst.

## Ablauf des Abendmahlsgottesdienstes
In den meisten evangelischen Freikirchen ist der Ablauf eines Abendmahlsgottesdienstes nicht festgelegt. Dort ist es den einzelnen Gemeinden überlassen, den Ablauf selbst zu bestimmen, anders als zum Beispiel in den Landeskirchen der EKD. Dort besteht der Abendmahlsgottesdienst traditionell aus vier Teilen:
- Eröffnung und Anrufung
- Verkündigung und Bekenntnis mit Bibellesung, Predigt, Glaubensbekenntnis und Fürbitten
- Die Feier des Abendmahls mit Einsetzungsworten und Austeilung von Brot und Wein
- Sendung und Segen

Dem Ablauf liegt die Grundstruktur der vorreformatorischen, bis in die Alte Kirche zurückreichenden Messe zugrunde.
Die Feier des Abendmahles war früher je nach Tradition und konfessioneller Prägung unterschiedlich häufig üblich. Jedoch war die Ansicht weit verbreitet, wenigstens am Karfreitag solle es eingenommen werden. In den letzten Jahren hat die Häufigkeit seiner Feier vor allem in lutherischen und anglikanischen, aber auch in unierten Gemeinden zugenommen.
Entfällt das Abendmahl, handelt es sich um einen Predigtgottesdienst. Daneben sind etwa auch sogenannte Familiengottesdienste ohne Abendmahl und mit vereinfachter Liturgie möglich.
In der Evangelischen Kirche der Union und der Vereinigten Evangelisch-Lutherischen Kirche Deutschlands hat der Abendmahlsgottesdienst, gemäß dem Evangelischen Gottesdienstbuch von 1999 (Grundform I), heute in der Regel folgenden Ablauf:
Teil A: Eröffnung und Anrufung
- Glockengeläut
- Musik zum Eingang (Orgel)
- Votum und Gruß
- Vorbereitungsgebet
- Lied und/oder Psalm, Ehre sei dem Vater
- Kyrie, auch mit Vorspruch oder Bußgebet
- Ehre sei Gott, häufig als Lied Allein Gott in der Höh sei Ehr
- Tagesgebet

Teil B: Verkündigung und Bekenntnis
- Schriftlesungen und Gesänge
  - Lesung aus dem Alten Testament, Antwortgesang
  - Epistel, Halleluja mit Vers oder Wochenlied
  - Evangelium
- Glaubensbekenntnis (oder nach der Predigt)
- Lied
- Predigt, evtl. mit abschließendem Gebet, Offener Schuld oder Kanzelsegen
- Lied
- Glaubensbekenntnis (wenn nicht nach dem Evangelium)
- Dankopfer (Kollekte) mit Lied (evtl. auch nach den Fürbitten)
- evtl. Gebet
- Abkündigungen
- Fürbittengebet

Teil C: Abendmahl
- Vorbereitung der Gaben von Brot und Wein, Gebet
- Einsetzungsworte mit Großem Lobgebet (Eucharistiegebet)
  - Lobgebet (Präfation)
  - Dreimalheilig (Sanctus)
  - Abendmahlsgebet I (evtl. Post-Sanctus; Epiklese, Bitte um den Heiligen Geist)
  - Einsetzungsworte
  - evtl. Christuslob (Akklamation Geheimnis des Glaubens. Deinen Tod, o Herr, verkünden wir …)
  - Abendmahlsgebet II (Anamnese, Heilsgedächtnis)
- Vaterunser
- Pax (Friedensgruß)
- Lamm Gottes (Agnus Dei)
- Austeilung, dabei Lied, Orgel-, Chor- oder Instrumentalmusik oder Stille
- Dankgebet

Teil D: Sendung und Segen
- Lied
- Abkündigungen (Verabredungen, künftige Veranstaltungen)
- Sendungswort
- evtl. Liedstrophe (Segenslied)
- Segen
- Musik zum Ausgang

Die Einsetzungsworte lauten in der Regel:

„Unser Herr Jesus Christus, in der Nacht, da er verraten ward, nahm er das Brot, dankte und brach’s und gab’s seinen Jüngern und sprach: Nehmet hin und esset: Das ist + mein Leib, der für euch gegeben wird. Solches tut zu meinem Gedächtnis. Desgleichen nahm er auch den Kelch nach dem Abendmahl, dankte und gab ihnen den und sprach: Nehmet hin und trinket alle daraus: Das ist + mein Blut des neuen Testaments, das für euch vergossen wird zur Vergebung der Sünden. Solches tut, sooft ihr’s trinket, zu meinem Gedächtnis.“

Seit dem Nürnberger Kirchentag von 1979 wird bei besonderen Anlässen auch ein Feierabendmahl begangen, bei dem die Gemeinschaft in der Abendmahlsfeier besonders betont wird. Zum Feierabendmahl gehören eine Phase der gemeinschaftlichen Vorbereitung und eine kommunikative Nachfeier. Von besonderer Bedeutung ist meist die Entfaltung eines speziellen Anliegens oder Themas durch Informationen, Erlebnisberichte und Gespräche, die in Vergebungsbitte und Fürbitten einmünden kann.
In den der Anglican Communion zugehörigen Kirchengemeinden im deutschen Sprachraum, also den Gemeinden in der Diocese of Europe oder der Convocation of Episcopal Churches in Europe (Frankfurt, München, Wiesbaden, Genf) ist der Verlauf des Gottesdienstes im Grundsatz ähnlich wie in den Mitgliedskirchen der Evangelische Kirche in Deutschland oder in den Diözesen der römisch-katholischen Kirche. Dies gilt vor allem für die Variante „Eucharist“ nach den Bestimmungen des Agendenwerks Common Worship. Die Variante „Holy Communion“ nach dem Book of Common Prayer unterscheidet sich hingegen deutlich. In der Ordnung von 1662 finden sich als Ableitungen aus dem römischen Ordinarium Missae nur Gloria, Credo und Sanctus (ohne Benedictus). Das Gloria soll nach dieser Ordnung als Lobgesang nach der Austeilung angestimmt werden. Im Eröffnungsteil bietet „Holy Communion“ ein weiteres Unikum, da durch die Zelebrantin bzw. den Zelebranten die Zehn Gebote verlesen und von der Gemeinde jeweils mit einer Akklamation beantwortet werden. Dies erklärt, warum Werke von Komponisten wie Florence Price, Edward Bairstow oder Charles Villiers Stanford, die den Titel „Communion Service“ tragen, in der Regel die „Responses to the Ten Commandments“ (oft irreführend mit „Kyrie“ überschrieben), ein Credo, ein Sanctus (mit abschließendem Amen) und ein abschließendes Gloria enthalten, wobei alle vertonten Texte in englischer Sprache gehalten sind. Bisweilen finden sich auch Vertonungen der Akklamation vor und nach dem Evangelium sowie des Sursum Corda, welches das Sanctus einleitet. Dass sich eigentlich immer auch eine Vertonung des Benedictus und des Agnus Dei finden, hängt damit zusammen, dass in der Variante „Holy Communion“ diese Texte oft ergänzt wurden, auch wenn sie im Book of Common Prayer von 1662 nicht abgedruckt sind. Im amerikanischen Book of Common Prayer von 1928 findet sich in der Ordnung für „Holy Communion“ auch ein dreifaches Kyrie, allerdings nur, wenn die Verlesung der Zehn Gebote mit Akklamationen auf das so genannte Doppelgebot der Liebe verkürzt wird. Daher finden sich in einzelnen amerikanischen Vertonungen des „Communion Service“, etwa bei Leo Sowerby, bis zu elf Sätze, da das Kyrie hier ebenfalls enthalten ist und wahlweise dreifach oder neunfach angeboten wird.

## Spendung und Empfang des Abendmahls
Das Abendmahl wird unter den Gestalten von Brot und Wein empfangen, in der Reformation ein wesentliches Unterscheidungsmerkmal zur römisch-katholischen Praxis, bei der in der Regel die Kommunion nur unter der Gestalt des Brotes ausgeteilt wird.

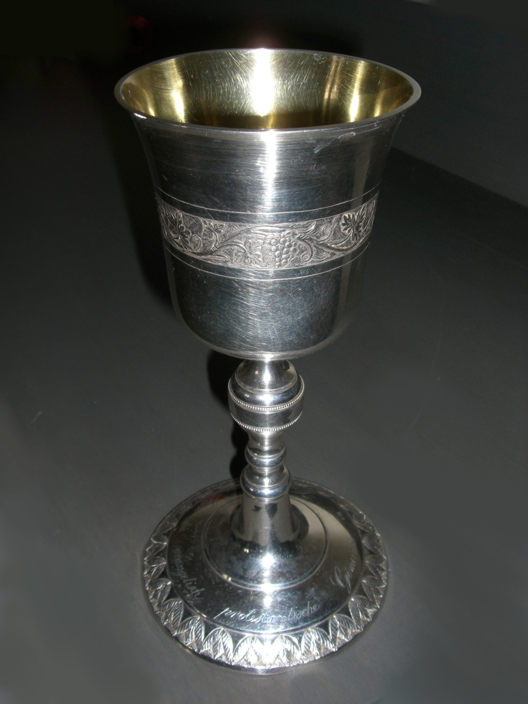
Abendmahlskelch mit Weinreben-Ornamentik (1831)

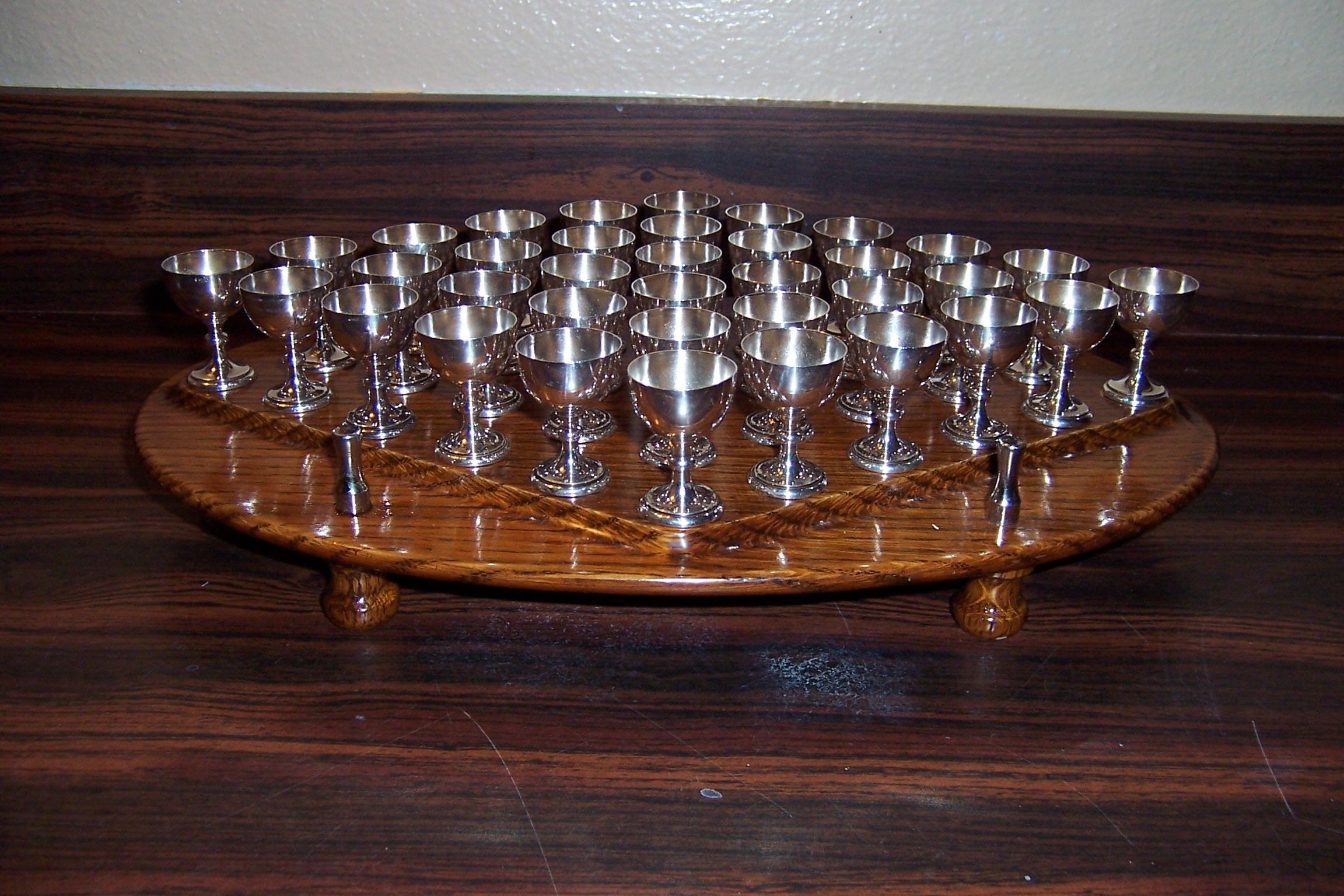
Einzelkelche

Die lutherischen Kirchen verwenden traditionell Hostien aus ungesäuertem, d. h. unfermentiertem Teig ohne Backhefen oder Backpulver. Sie folgen damit dem jüdischen Sedermahl. Unierte, Reformierte und Freikirchen verwenden Weißbrot aus gewöhnlichem Brotteig, das aber teilweise mit besonderen Symbolen versehen ist. Anstelle von Wein kann in Freikirchen wie der evangelisch-methodistischen Kirche und etwa in den Mitgliedskirchen der EKD aus Rücksicht auf Kinder, Schwangere und Personen mit gesundheitlichen Einschränkungen, z. B. Alkoholkranken, zusätzlich zum Wein auch Traubensaft zum Abendmahl gereicht werden. Meist ist die freie Wahl zwischen Saft oder Wein möglich. Die Spendung von Wein oder Saft erfolgt aus einem gemeinsamen Kelch oder mancherorts alternativ auch aus kleinen Einzelkelchen für jeden Empfänger; auch der Empfang des Abendmahls durch Eintauchen des Brotes in den Wein ist möglich.
In den lutherischen und unierten Landeskirchen der EKD ist das gemeinsame Ausspenden sowohl von Brot als auch von Wein durch Pfarrer und gewählte Kirchenvorsteher (bzw. je nach Landeskirche Presbyter oder Kirchengemeinderäte) üblich. Weitere Kirchenvorsteher und etwa der Küster können diesen bei Bedarf neue Hostienschalen und frische Abendmahlskelche zureichen. In den reformierten Kirchen können Pfarrer und Älteste Brot und Kelch in die Sitzreihen reichen, wo sie die Empfänger ihren Sitznachbarn einander weitergeben: Das betont die gemeinsame Priesterschaft aller Gläubigen. Die Teilnehmer können auch zu einem Abendmahlstisch kommen, an dem Pfarrer und Älteste ihnen die Elemente reichen: Das betont die Einladung zum Abendmahl durch Jesus Christus. In lutherischen und unierten Landeskirchen wird das Weiterreichen von Brot und Wein unter den Gottesdienstteilnehmern als sogenanntes Agapemahl praktiziert, welches teils aber nicht als vollgültiges Abendmahl angesehen wird. In den meisten Freikirchen kann das Abendmahl dagegen von allen Gläubigen gespendet werden, im Sinne des Priestertums aller Getauften.
Hinsichtlich der Form des Abendmahls sind die meisten evangelischen Freikirchen frei in der Handhabung. In den lutherischen und unierten Kirchen sind mehrere Formen möglich:
- Die Empfänger kommen in den Altarraum und bilden dort einen Kreis, auch Tisch oder Abendmahlsrunde genannt; bei einer größeren Zahl von Gottesdienstteilnehmern sind mehrere Tische hintereinander möglich. Gebräuchlich ist die Praxis, zu einzelnen angekündigten Tischen Traubensaft anstatt Wein auszuspenden. Etwa um keine Alkoholkranken zu diskriminieren, wird in anderen Gemeinden zu allen Tischen auf Verlangen oder bei Kindern automatisch zwischen Wein- und Traubensaftkelchen gewechselt. Ein Tisch schließt nach dem Empfang von Brot und Wein mit einem Segenswort des Liturgen und häufig einem Handschlag aller, d. h. die Teilnehmer nehmen sich in der Runde während des Segens an der Hand und beenden dies meist mit einem verstärkten Händedruck. Die Einnahme des Abendmahles in Tischrunden ist in lutherischen und unierten Gemeinden die Regel, die anderen Abendmahlsformen sind die Ausnahme.
- Beim Wandelabendmahl kommen die Empfänger nacheinander in Reihe zum Altarraum, wo zwei oder auch mehr Spender mit Brot und Kelch stehen. Üblich ist die Ausgabe von Wein- bzw. Traubensaftkelchen an unterschiedlichen Positionen.
- In einer kleinen Gruppe oder bei einem Hausgottesdienst kann auch ein Tischabendmahl in freierer Gestaltung, etwa sitzend an Tischen, gefeiert werden. Dabei ist es möglich, Einsetzungsworte und Austeilung so miteinander zu verbinden, dass der Empfang von Brot und Wein jeweils nach dem entsprechenden Teil der Einsetzungsworte folgt.[5]
- beim digitalen Abendmahl wird Wein oder Traubensaft vor dem Bildschirm zu Hause bereitgehalten. Der ordinierte Geistliche ist über den Bildschirm im Livestream mit der Feier verbunden.

Als der eigentliche Spender des Abendmahls wird Jesus Christus verstanden. Daher erfolgt die Darreichung von Brot und Wein in der Selbständigen Evangelisch-Lutherischen Kirche einzeln an jeden Empfänger und nicht durch Weitergabe von Hostienschale oder Kelch von einem Empfänger an den nächsten. Grundsätzlich reicht in dieser Kirche der ordinierte Geistliche die Hostie, weil dies dort als Zulassung zum heiligen Abendmahl angesehen wird. Der Kelch kann auch von einem Helfer ausgeteilt werden.
In der Regel wird das Abendmahl stehend empfangen, bisweilen in lutherischen oder anglikanischen Gemeinden aber auch kniend. Die Hostie wird den Gläubigen in die entgegen gehaltene geöffnete Hand (oder beide, zu einer Schale geformte Hände) gelegt – in manchen anglikanischen bzw. lutherischen Gemeinden der Landeskirchen und in der Selbständigen Evangelisch-Lutherischen Kirche (SELK) ist die Mundkommunion möglich bzw. üblich. Der Ausspendende spricht dabei die Worte „Christi Leib – für Dich gegeben!“ Meist antwortet der Empfangende mit „Amen“. Anschließend nimmt er die Hostie zu sich oder behält sie (z. B. bei infektiöser Erkrankung) zur Intinctio in den später gereichten Kelch. Der Kelch wird den Gläubigen ausgehändigt oder an die Lippen gehalten und nach Einnahme des Weines oder Saftes wieder entgegengenommen. Dabei spricht der Ausspendende etwa die Worte „Christi Blut – für Dich vergossen“, „Nimm hin vom Kelch des Heils!“ bzw. beide Worte oder diese im Wechsel von Empfangendem zu Empfangendem. In der Regel wird der Kelch nach jeder Darreichung mit einem Tuch abgewischt und nach einer gewissen Zahl von Empfangenden oder bei eingetretener Verschmutzung gewechselt.
Nach Beendigung des Abendmahlstisches oder Einnahme des Wandelabendmahles ist es vielfach Brauch, vor dem erneuten Platznehmen kurz in der Bank stehen zu bleiben und leise ein Gebet zu sprechen – ähnlich wie auch vor Beginn des Gottesdienstes.
Zur Zulassung zum Abendmahl siehe Eucharistie#Zulassung zur Kommunion.